# Lernavan
Lernavan (in armeno Լեռնավան?) è un comune di 1 648 abitanti (2008) della Provincia di Lori in Armenia.